# Sjörups socken
Sjörups socken i Skåne ingick i Ljunits härad, ingår sedan 1971 i Ystads kommun och motsvarar från 2016 Sjörups distrikt.
Socknens areal är 13,51 kvadratkilometer varav 13,35 land. År 2000 fanns här 398 invånare. Orten och godset Rynge, den nyare kyrkbyn Vallösa med Vallösa kyrka samt den äldre kyrkbyn Sjörup med sockenkyrkan Sjörups gamla kyrka ligger i socknen. 

## Administrativ historik
Socknen har medeltida ursprung.
Vid kommunreformen 1862 övergick socknens ansvar för de kyrkliga frågorna till Sjörups församling och för de borgerliga frågorna bildades Sjörups landskommun. Landskommunen uppgick 1952 i Ljunits landskommun som uppgick 1971 i Ystads kommun. Församlingen uppgick 2002 i Ljunits församling.
1 januari 2016 inrättades distriktet Sjörup, med samma omfattning som församlingen hade 1999/2000. 
Socknen har tillhört län, fögderier, tingslag och domsagor enligt vad som beskrivs i artikeln Ljunits härad. De indelta soldaterna tillhörde Södra skånska infanteriregementet, Vemmenhögs och Herresta kompanier och Skånska dragonregementet, Vemmenhögs skvadron, Borreby kompani.

## Geografi
Sjörups socken ligger nordväst om Ystad. Socknen är en kuperad odlingsbygd på Söderslätt.

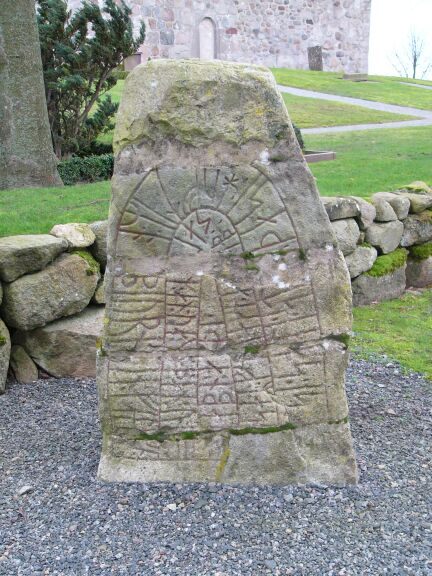
Sjörupstenen

## Fornlämningar
Från stenåldern är cirka 20 boplatser funna. Från bronsåldern har funnits tolv gravhögar, nu överodlade. En runsten, Sjörupstenen, finns vid kyrkan. 

## Namnet
Namnet skrevs 1376 Syothorp och kommer från kyrkbyn. Efterleden är torp, 'nybygge'. Förleden är sjö syftande på en nu försvunnen sjö öster om byn.